# 圣亚历山大堂 (米兰)
圣亚历山大堂（Sant'Alessandro in Zebedia）是意大利米兰市中心的一座罗马天主教教堂。
该堂由巴尔纳伯会（Barnabites）始建于1601年，设计者有Lorenzo Binago、Francesco Maria Richini。该堂包括一个大堂，希腊十字平面，有一个中央圆顶，还有一个独立的圣所，也有一个圆顶。立面装饰着浮雕，有两个钟楼。
内部包括重要的伦巴第巴洛克艺术的作品Camillo Procaccini的圣母升天、耶稣圣诞、耶稣受难，以及丹尼尔克雷斯皮的鞭打。